# Beša (Košice)
|  | No s'ha de confondre amb Beša (Nitra). |

Beša és un poble i municipi d'Eslovàquia. Es troba a la regió de Košice, a l'est del país. El 2017 tenia 377 habitants.

## Història
La primera referència escrita de la vila data del 1260.

## Demografia
| Godina             | 1994 | 2004   | 2014   | 2024 |
| ------------------ | ---- | ------ | ------ | ---- |
| Nombre de persones | 393  | 372    | 363    | 363  |
| Diferència         |      | −5,34% | −2,41% | +0%  |

| Godina             | 2023 | 2024   |
| ------------------ | ---- | ------ |
| Nombre de persones | 362  | 363    |
| Diferència         |      | +0,27% |